# Орфила, Матьё Жозеф
Матьё Жозе́ф Бонавентю́р Орфила́ (фр. Mathieu Joseph Bonaventure Orfila; на родном языке — Мате́у Жосе́п Бонавенту́ра Орфи́ла-и-Ро́тгер, кат. Mateu Josep Bonaventura Orfila i Rotger; 24 апреля 1787, Маон, Испания — 12 марта 1853, Париж, Франция) — испанский (каталонский) врач и химик, ставший в 1818 году французским гражданином. Декан медицинского факультета Парижского университета, первопроходец в области судебной токсикологии и основатель токсикологии как науки. Автор бывшего популярным в Европе учебника по химии (1817). Создатель анатомических собраний — музея Дюпюитрена (1835) и музея Орфила (фр. Musée d'anatomie Delmas-Orfila-Rouvière; 1844, официально открылся в 1847).

## Биография
Родился в семье Антони Орфила и Сюзанны Ротжер. Его отец хотел, чтобы сын сделал карьеру военного моряка, и Орфила предпринял небольшое путешествие, которое оказалось неудачным. В результате решил изучать медицину, и начал учиться в Маоне у профессора Кука (исп. Carlos Ernest Cook), который преподавал ему «элементарную математику, почти экспериментальную физику и чуть-чуть естествознания». С сентября 1804 года продолжил обучение медицине Валенсии, вскоре переехав для продолжения учёбы в Барселону, а затем — в Париж.
Во время зимы 1807—1808 года с помощью богатого собственника, который позволил ему использовать разнообразные инструменты в своей лаборатории, Орфила начал давать ежедневные частные практические уроки по физике и химии. Занимался этой деятельностью вплоть до 1819 года, пока не стал профессором химии на медицинском факультете Парижского университета. Позднее также стал преподавателем в Атенео-де-Пари, заменив Жака Тенара.
По лекциям своих частных уроков написал учебник по химии, который был издан летом 1817 года и принят весьма благосклонно. Впоследствии это пособие претерпело восемь переизданий на французском языке, переведено на английский, немецкий, испанский и другие языки, а также издано в сокращённом виде, что сделало работу известной по всей Европе. 24 декабря 1818 года Орфила стал французским гражданином, а 1 мая 1819 года Комиссия по общественному образованию присвоила ему звание «профессора судебной медицины» на медицинском факультете Парижского университета. В 1821 году опубликовал «Уроки судебной медицины», которые стали основой для его известного «Трактата о судебной медицине», который был напечатан в 1830 году и переведён на несколько языков в течение десяти лет.
1 мая 1831 года избран деканом медицинского факультета Парижского университета, впоследствии переизбирался на эту должность 6 мая 1836 года, 21 мая 1841 года, и 29 декабря 1847 года до 28 февраля 1848 года. Внёс множество нововведений на факультете: предложил построить отдельные корпуса для препарирования в 1832 году; на финансовые средства хирурга Гийома Дюпюитрена, завещанные медицинскому факультету Парижского университета, в 1835 году создал музей патологической анатомии (музей Дюпюитрена), а также пожертвовал 60 тыс. франков на создание музея сравнительной анатомии, открывшегося в 1845 году (действующий музей Орфила, к 1881 году в музее насчитывалось почти 4500 экспонатов. В 1832 году стал членом Генерального совета хосписов. В следующем году был избран президентом Ассоциации взаимопомощи врачей, им же и основанной. 14 февраля 1834 года — назначен членом Королевского совета по общественному образованию, в конце того же года — избран членом городского совета и генерального совета Сены, а также — кавалером Ордена Почётного легиона.
Принимал участие как эксперт в известных судебных делах Мерсье и Мари Каппель-Лафарж. 
Был любителем игры в домино, входил в Клуб домино, созданный в 1838 году скульптором Жаном-Пьером Дантаном. Был также членом Академического общества детей Аполлона, основанного в Париже в 1740 году.
Скончался 12 марта 1853 года в своём доме в Париже на улице Сент-Андре-дез-Ар (фр. Rue Saint-André-des-Arts; дом 5), на следующий день был похоронен на парижском кладбище Монпарнас.

## Память
В 1875 году одну из улиц в двадцатом округе Парижа, расположенную в районе площади Гамбетта и ведущую к госпиталю Тенона (фр. Hôpital Tenon), переименовали в улицу Орфила (фр. Rue Orfila).

## Титулы и награды
- 1811 — доктор медицины (Мадрид).
- 1817 — профессор судебной медицины.
- 1820 — член Академии медицинских наук.
- 1823 — профессор медицинской химии.
- 1 мая 1831 года — декан медицинского факультета Парижского университета.
- 2 июня 1838 года — кавалер ордена Почётного легиона[14].

## Основные работы
- Éléments de chimie appliquée à la médecine et aux arts, Gabon et Crochard, 1824, 2 т.
- Traité des poisons tirés des règnes minéral, végétal et animal, ou toxicologie générale, considérée sous les rapports de la physiologie, de la pathologie et de la médecine légale, Crochard (Paris, 1818)
- Éléments de chimie médicale (1817)
- Secours à donner aux personnes empoisonnées ou asphyxiées: suivis des moyens propres à reconnaître les poisons et les vins frelatés, et à distinguer la mort réelle de la mort apparente (1818)
- Leçons de médecine légale (1823)
- Traité des exhumations juridiques (1830)
- Traité de médecine légale, Béchet (Paris), 1836, 4 т. и атлас)
- Recherches sur l’empoisonnement par l’acide arsénieux (1841)
- Traité de toxicologie, Fortin et Masson (Paris, 1818)
- Éléments de chimie, Labé (Paris, 1851, 2 т.)